# 花斑裂螺
花斑裂螺（学名：Emarginula maculata）为裂螺科邊罅螺屬下的一个种。其种加词“maculata”意为“有斑点的”。